# Rinotraqueitis viral felina
La rinotraqueitis viral felina (FVR, por sus siglas en inglés), también llamada gripe felina, es una infección de las vías respiratorias que afecta a gatos y está causada por el virus del herpes felino tipo I, el cual pertenece a la familia Herpesviridae. Es un proceso muy contagioso que pueden presentar gatos de cualquier edad, pero es más frecuente en cachorros entre las 6 y 12 semanas de vida. Es la causa más importante de enfermedad de vías respiratorias en felinos, seguida por la infección por el calicivirus felino.

## Síntomas
Los animales afectados presentan decaimiento, fiebre y falta de apetito. También estornudos, secreción nasal, síntomas de rinitis, conjuntivitis y secreción ocular. Las manifestaciones persisten entre 2 y 4 semanas. Las principales complicaciones son: abortos en gatas embarazadas, sinusitis, úlceras en la córnea y secreción ocular crónica.

## Transmisión
Se transmite por contacto directo entre animales. El virus se multiplica en el área nasal y faríngea y puede encontrarse tanto en las secreciones nasales, como en la saliva, secreción faríngea y ocular. El periodo de incubación es entre 2 y 5 días. Muchos gatos, tras recuperarse de la infección, se convierten en portadores, es decir, no muestran signos de la enfermedad, pero la saliva o lágrimas que secretan contienen el virus, lo cual puede suponer una fuente de contagio para otros gatos.

## Tratamiento
No existe tratamiento específico de uso habitual para combatir el virus. A veces se emplean antibióticos para tratar las complicaciones por sobreinfección bacteriana.